# Вільям Аржона
Вільям Аржона (порт. William Arjona; нар. 31 липня 1979, Сан-Паулу, Бразилія) — бразильський волейболіст, олімпійський чемпіон 2016 року.

## Виступи на Олімпіадах
| Олімпіада           | Дисципліна | Місце |
| ------------------- | ---------- | ----- |
| Ріо-де-Жанейро 2016 | волейбол   | 1     |